# San Bartolomé de la Torre
San Bartolomé de la Torre è un comune spagnolo di 3 012 abitanti situato nella comunità autonoma dell'Andalusia.

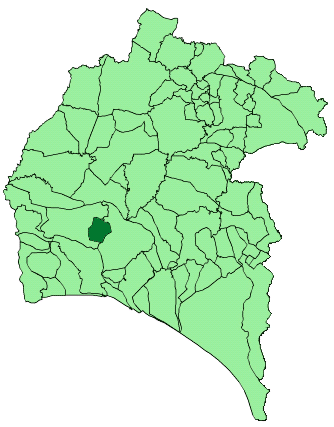
Mappa del comune nella provincia